# Central Power Supply System
Un Central Power Supply System o CPSS, spesso identificato con il termine "soccorritore", è un'apparecchiatura elettrica preposta alla fornitura di energia elettrica in caso di avaria della fornitura principale, tramite batterie normalmente mantenute in carica. È un dispositivo soggetto alla regolamentazione della EN 50171.
Si differenzia da un gruppo di continuità (UPS) per vari aspetti, prima di tutto - nella modalità a commutazione (soccorso) - sui tempi in cui inizia ad erogare corrente alternata, che possono essere fino a 500 millisecondi rispetto ai 0-20 millisecondi dei tempi di trasferimento degli UPS (questo può quindi non permettere di mantenere attivo un carico in presenza di black out, ma solo di ripristinarlo dopo che il CPSS è in funzione); oltre a ciò, ad esempio un CPSS ha normalmente dei tempi di autonomia molto più elevati (fino a diverse ore), come maggiore è la capacità di reggere il carico, soprattutto in fase di picco/accensione dello stesso.

Nella modalità di funzionamento "senza interruzione"/"on line", invece, similmente agli UPS "VFI"/"on line" presenta un tempo di intervento pari a 0 millisecondi.
Esiste poi una versione con potenza ed autonomia ridotte (500 W per 3 ore o 1500 W per 1 ora), chiamata "Low Power Supply System", LPSS.